# Saint-Sulpice (Blaison-Saint-Sulpice)
Saint-Sulpice è un ex comune francese di 193 abitanti ora frazione di Blaison-Saint-Sulpice, comune situato nel dipartimento del Maine e Loira nella regione dei Paesi della Loira.

## Società

### Evoluzione demografica
Abitanti censiti